# 말이

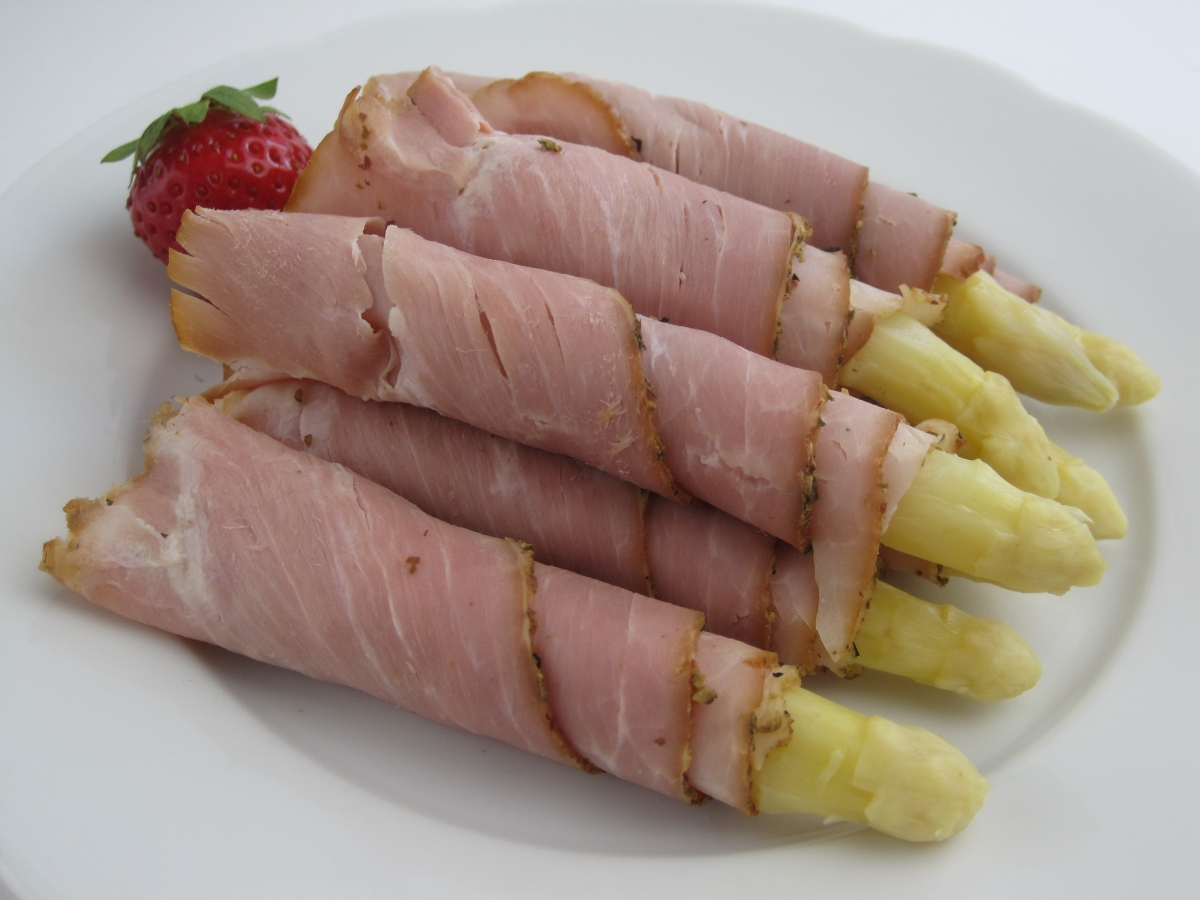
싱켄뢸헨

말이는 말아서 만든 음식이다. 롤(영어: roll)이라고도 부른다.

## 사진

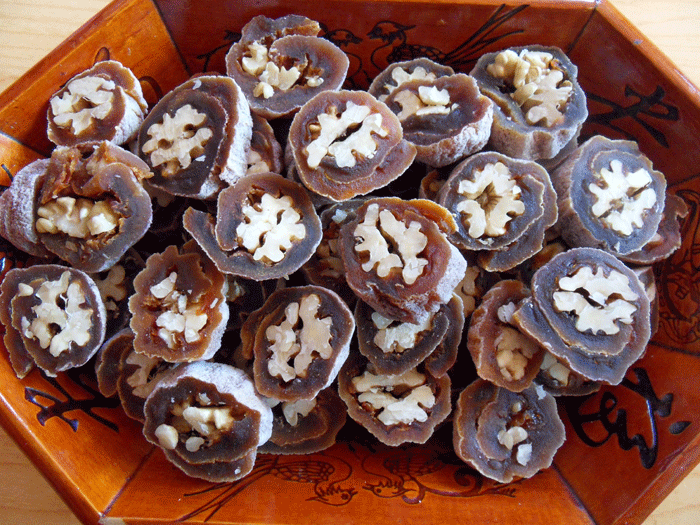
곶감말이
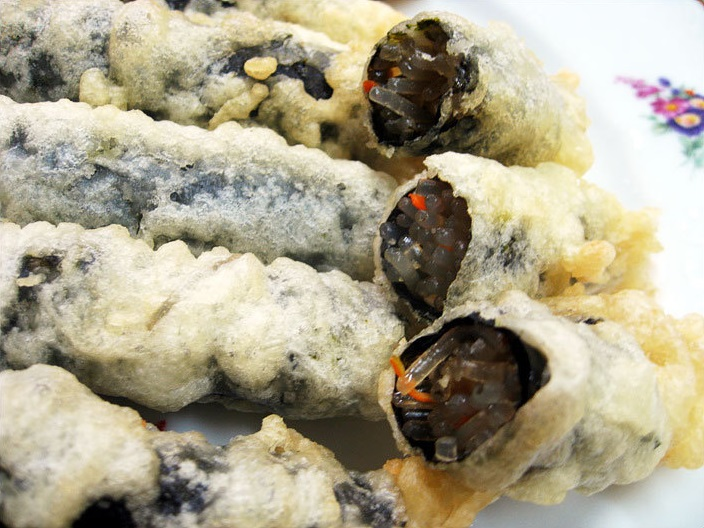
김말이
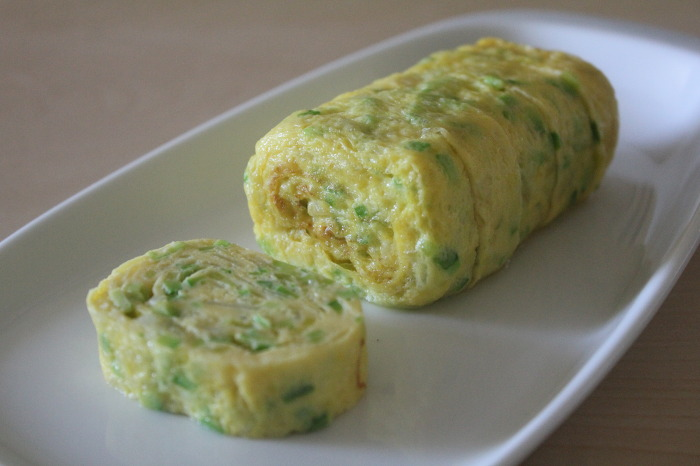
달걀말이
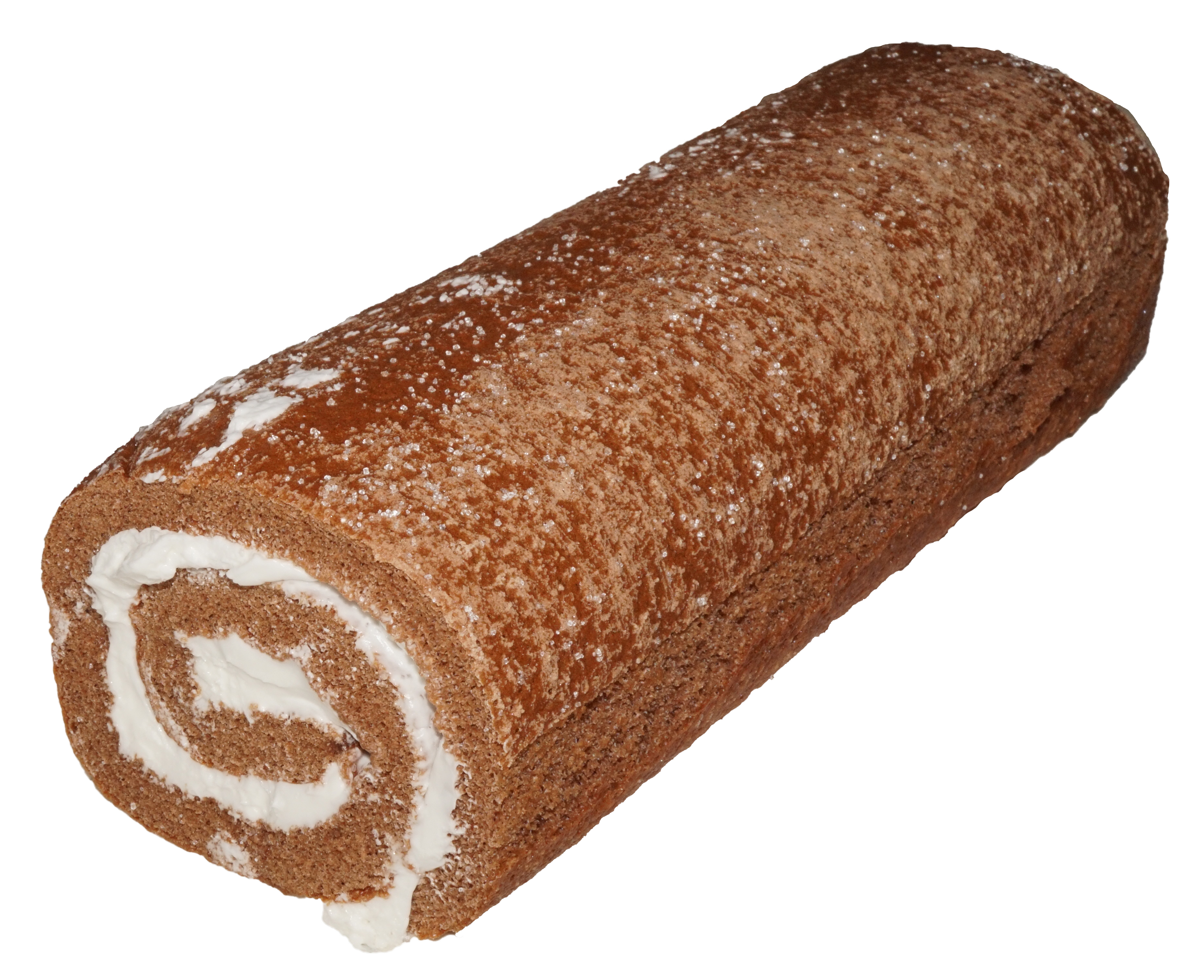
롤 케이크
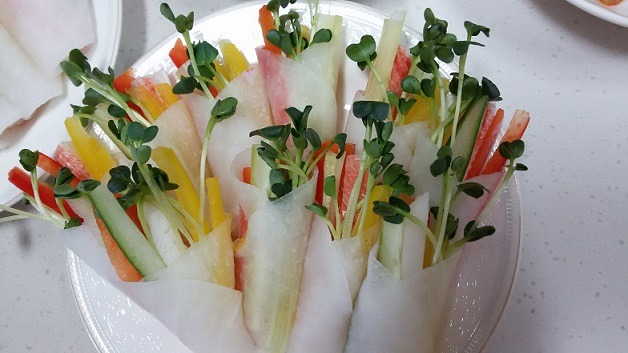
무쌈말이
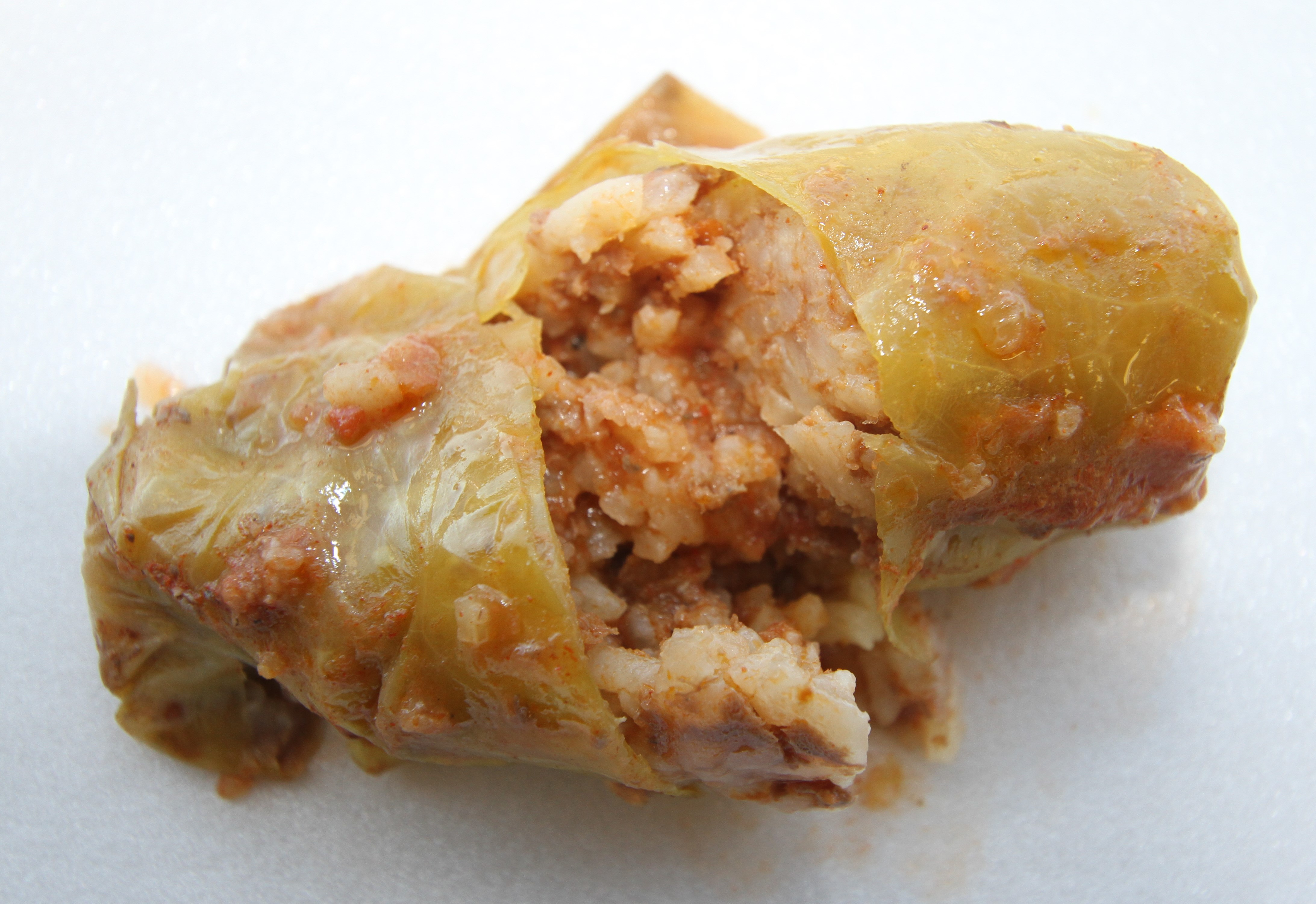
양배추말이
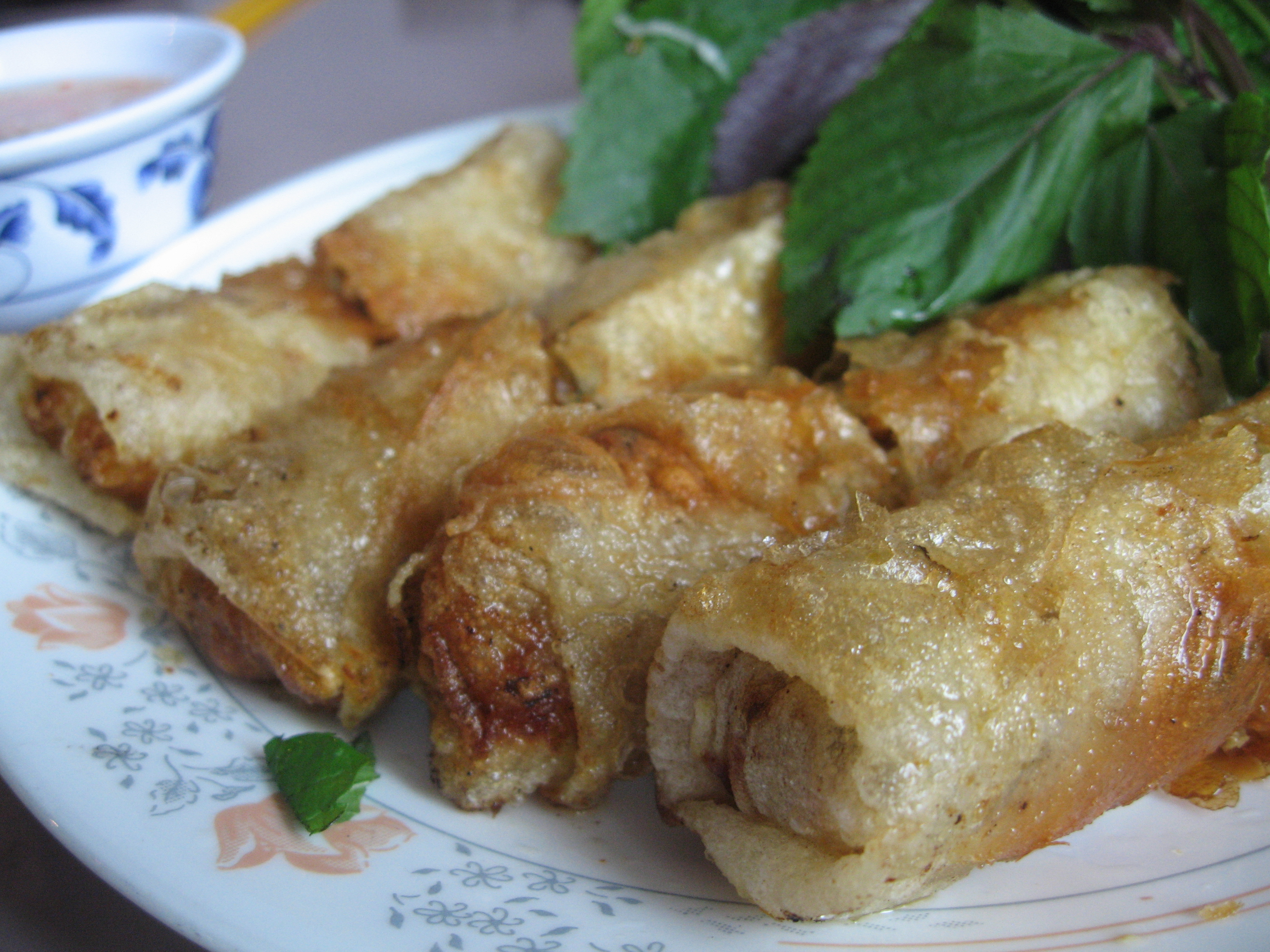
짜 조
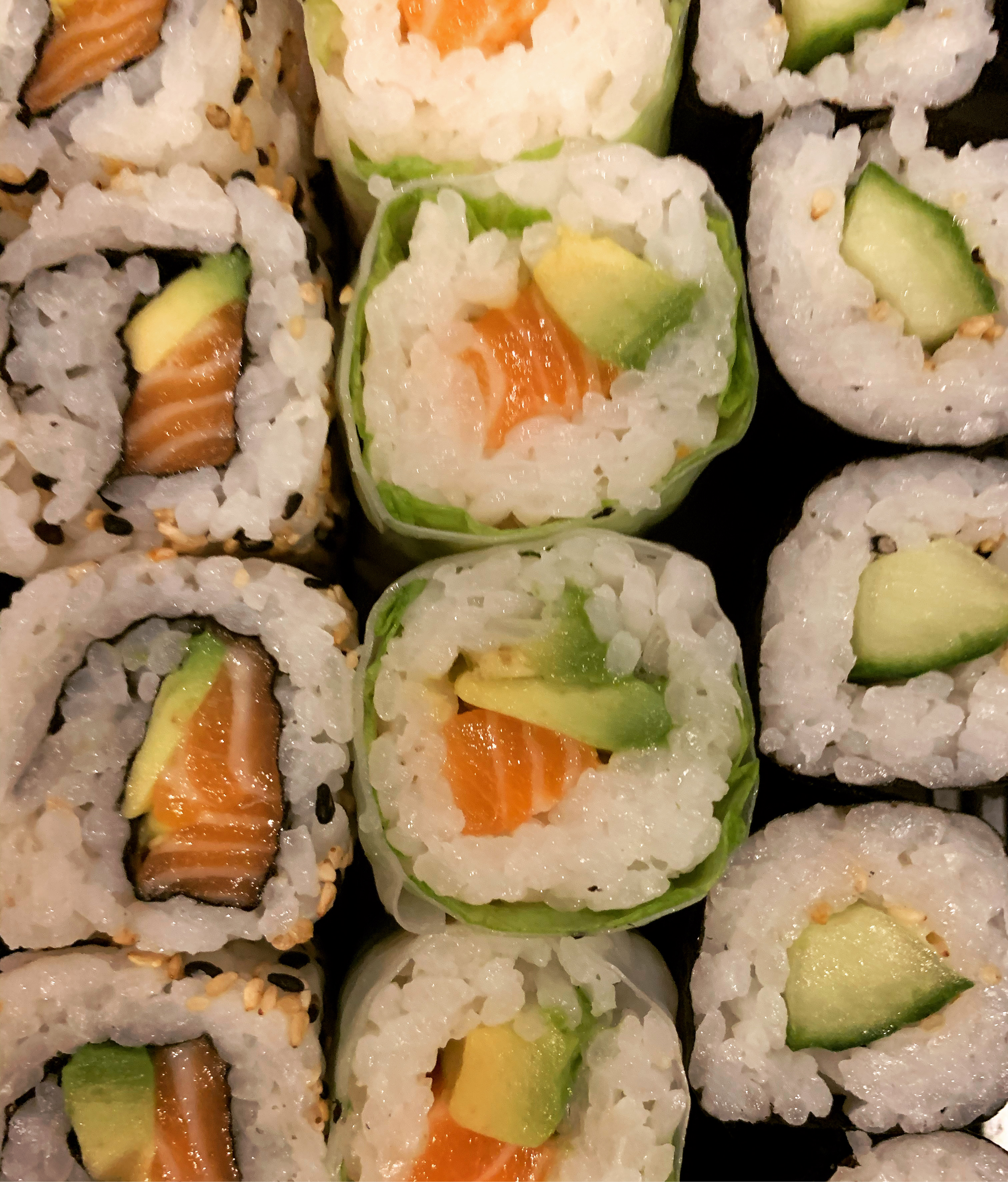
캘리포니아 롤
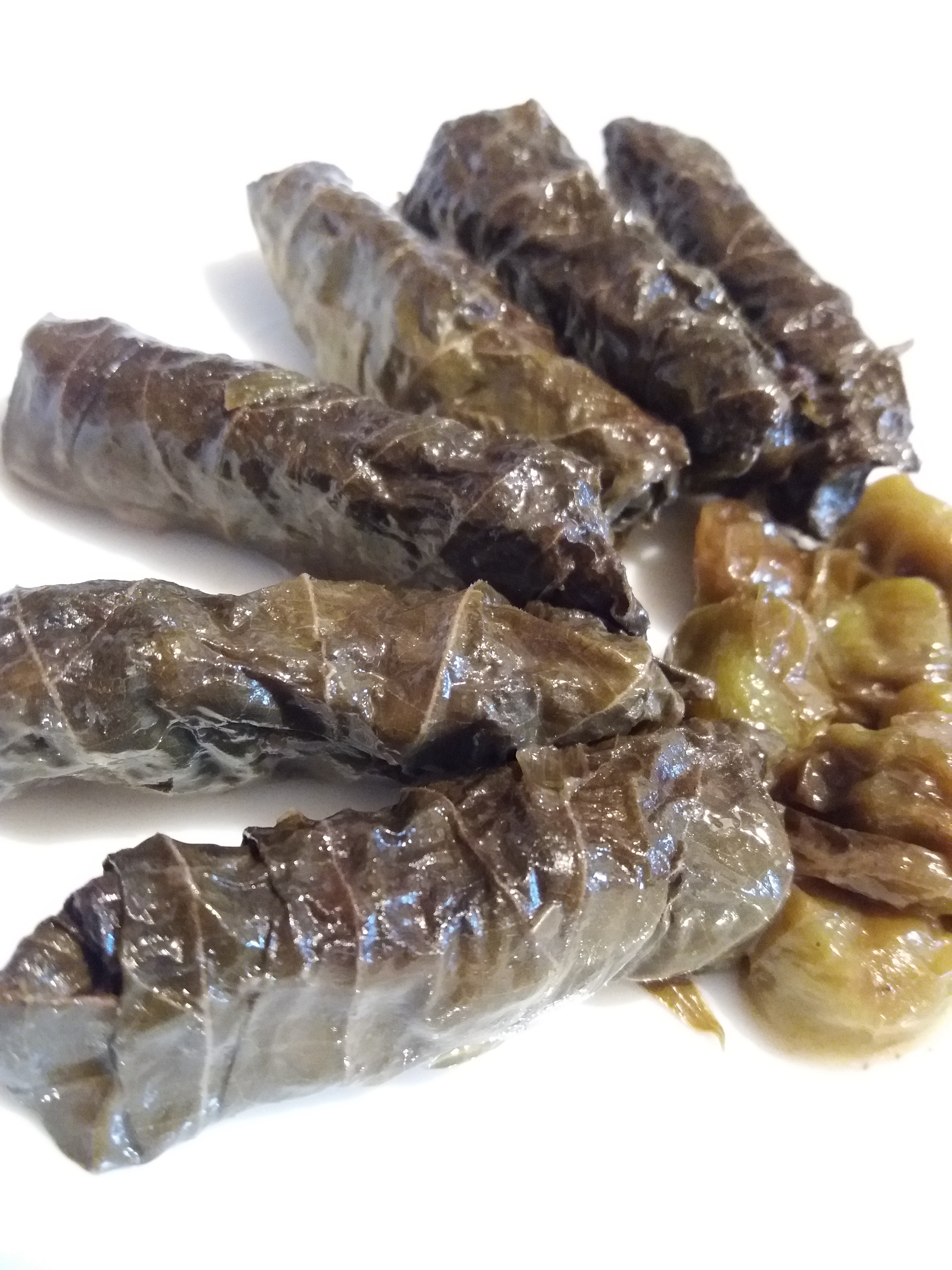
포도잎말이

## 같이 보기
- 룰라드
- 사르마